# Carl von Huzel
Carl August Huzel, ab 1902 von Huzel, (* 11. Juli 1841 in Tübingen; † 18. Januar 1904 in Ludwigsburg) war ein württembergischer Oberamtmann und Regierungspräsident.

## Leben und Beruf
Carl Huzel war der Sohn eines Oberreallehrers. Er besuchte das Gymnasium in Tübingen und studierte dann Regiminalwissenschaften in Tübingen. Er war seit 1859 Mitglied der Studentenverbindung Staufia Tübingen. 1865 legte er die erste und 1867 die zweite höhere Dienstprüfung ab. 1866 war er Sekretär im Kriegsministerium und von 1867 bis 1870 Aktuariatsverweser bzw. Oberamtsaktuar bei den Oberämtern Biberach, Kirchheim, Balingen, Ravensburg und Brackenheim. Von 1870 bis 1874 übte er ein Amt als Hilfsarbeiter und Sekretär beim Oberbürgermeister der Stadt Stuttgart aus, danach wurde er Sekretär im Innenministerium. Von 1875 bis 1883 leitete er als Oberamtmann das Oberamt Blaubeuren und von 1883 bis 1890 das Oberamt Hall. Seit 1887 durfte er den Titel Regierungsrat führen. 1890 wechselte er als Mitglied des Vorstands zur württembergischen Invaliditäts- und Altersversicherungsanstalt, ab 1896 mit dem Titel und Rang eines Oberregierungsrats. Er war in dieser Zeit auch Mitglied der Forstdirektion, außerordentliches Mitglied des Verwaltungsrats der Gebäudebrandversicherung und ab 1894 auch Vorsitzender des Schiedsgerichts für die landwirtschaftliche Berufsgenossenschaft des Neckarkreises. 1900 wurde er Präsident und damit Leiter der Regierung des Neckarkreises in Ludwigsburg. 1904 verstarb Huzel im aktiven Dienst.
Carl von Huzel war ein Förderer der Albwasserversorgung und des Haller Diakonissenkrankenhauses. Auch das Sparkassenwesen förderte er, auf seine Initiative hin wurde 1885 der Württembergische Sparkassenverband gegründet.

## Ehrungen, Nobilitierung
- 1880 Ritterkreuz 1. Klasse des Friedrichs-Ordens
- 1899 Ritterkreuz 2. Klasse des Ordens der württembergischen Krone
- 1902 Ehrenkreuz des Ordens der württembergischen Krone, welches mit dem persönlichen Adelstitel (Nobilitierung) verbunden war